# 東室ランプ
東室ランプ（ひがしむろランプ）は、奈良県大和高田市と葛城市の市境付近にある、大和高田バイパス（南阪奈道路）上のランプである。
市境を挟むように建設されているため美原方面と橿原方面で住所が異なる。
東室交差点（ひがしむろこうさてん）についてもこの項で記す。

## 歴史
- 1979年度：大和高田バイパス東室ランプ・新堂ランプ間開通に伴い、東室ランプ供用開始。

## 道路
- E91 大和高田バイパス

## 接続する道路
- 国道24号（和歌山・五條方面）・国道165号・国道166号・国道168号

## ここからの距離
- 国道166号奈良方面
  - 大和高田市今里まで：
- 国道24号御所方面
  - 御所市室まで：
- 国道24号大和高田バイパス橿原方面
  - 橿原市新堂ランプまで：
- 国道165号大和高田バイパス香芝方面
  - 葛城市弁之庄ランプまで：

## 周辺
- 奈良文化女子短期大学・付属高校
- JR和歌山線 大和新庄駅
- 近鉄御所線 近鉄新庄駅

## 隣
E91 大和高田バイパス（南阪奈道路）
新庄ランプ - 東室ランプ  - 勝目ランプ